# Xylophanes pistacina
Xylophanes pistacina är en fjärilsart som beskrevs av Jean Baptiste Boisduval 1877. Xylophanes pistacina ingår i släktet Xylophanes och familjen svärmare. Inga underarter finns listade i Catalogue of Life.